# Августівський повіт (Російська імперія)
Августівський повіт — історична адміністративно-територіальна одиниця Августівської, потім Сувальської губернії Російської імперії. Повітове місто — Августів.

## Історія
Повіт утворено 1840 року у складі Августівської губернії.
1867 року за поділом Августівської губернії опинився у складі Сувальської губернії.
1919 року територія повіту увійшла до складу Білостоцького воєводства.

## Адміністративний поділ
1913 року повіт поділявся на 12 ґмін:
- Балля-Велька (центр — село Вандзін)
- Барглово (село Барглов-Костельний);
- Валловичевце (селище Сопоцкін)
- Голинка
- Дембово (село Язево);
- Довспуда (селище Рачки);
- Кольница (село Білобржеги)
- Кур'янка (село Скеблево);
- Лабно (село Подлабення);
- Петропавловськ (селище Липск);
- Штабин;
- Щебра-Ольшанка (село Новинка)

## Населення
За даними перепису 1897 року в повіті мешкало 79,2 тис. осіб. За національним складом: поляки — 49,1%; білоруси — 32,5; євреї — 11,6%; росіяни — 5,4%. У повітовому місті Августів проживало 12743 особи